# Сьєрра-де-Сан-Педро-Мартир
Сьєрра-де-Сан-Педро-Мартир (ісп. Sierra de San Pedro Mártir) — гірський масив, що тягнеться з півночі на південь уздовж середньої частини північно-західної Нижньої Каліфорнії в Мексиці. Найвища точка гірської системи — пік Диявола (3096 м), або Серро-де-ла-Енкантада, також найвища точка на всьому півострові Каліфорнія.

## Географія та екологія

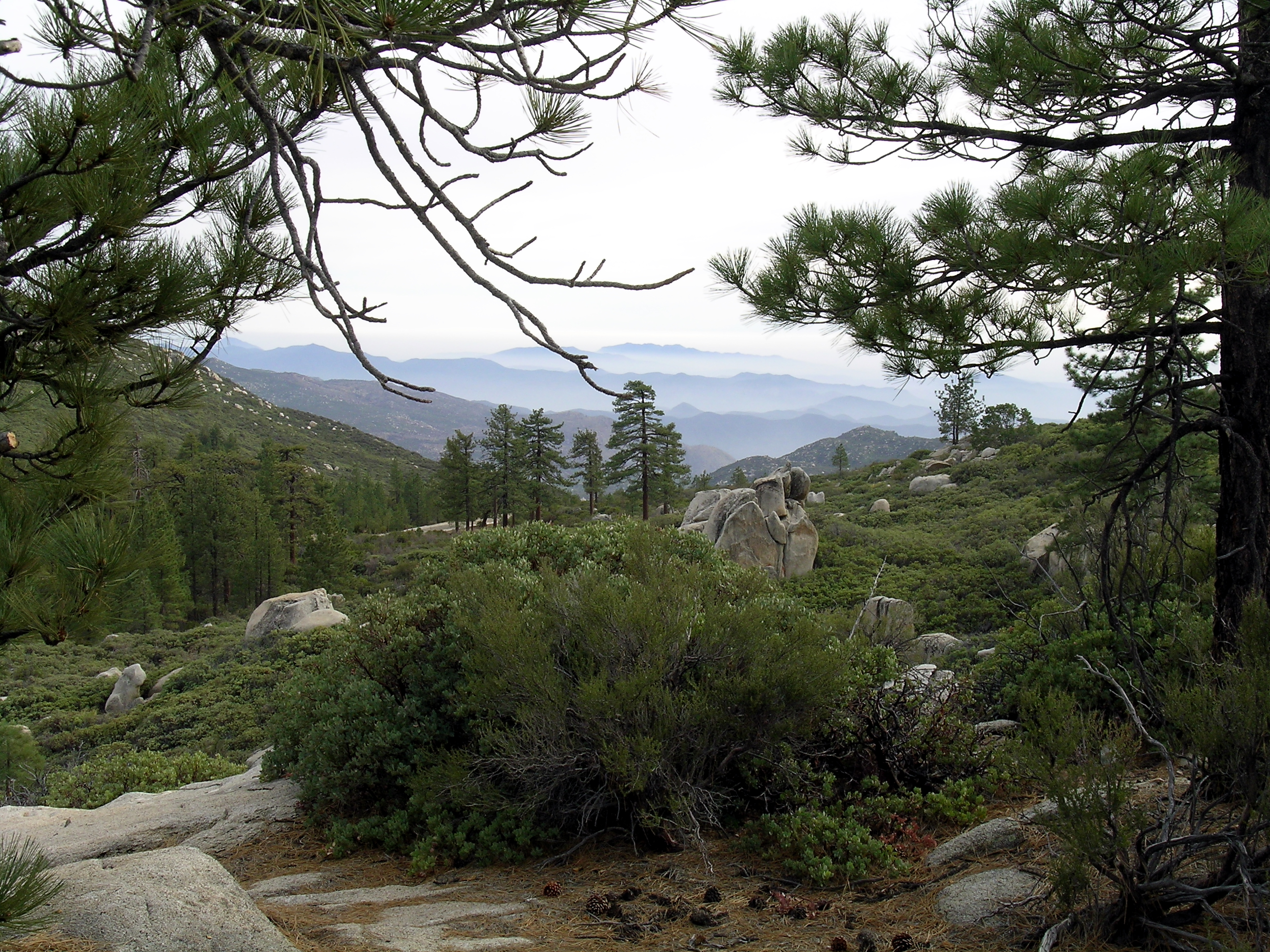
Екосистема соснові і дубові ліси Сьєрра-де-Хуарес і Сан-Педро-Мартир.

Сьєрра-де-Сан-Педро-Мартир — одне з гірських пасом півострова Каліфорнія, що простягається від південного краю штату Каліфорнія (США) до південної частини штату Баха-Каліфорнія (Мексика).
Флора регіону дуже схожа з флорою гірського масиву Сьєрра-де-Хуарес на півночі. Сьєрра-де-Сан-Педро-Мартир вкрите лісами на невеликій висоті, оточеними чапаральною і чагарниковою пустелею, відомою як соснові й дубові ліси Сьєрра-де-Хуарес і Сан-Педро-Мартир. Флора відрізняється від флори решти Мексики з багатьма видами рослин, типовими для південно-західної Каліфорнії. Хвойні ліси включають такі види, як ялиця одноколірна, сосна Ламберта і сосна Жеффрея.
Сніг зазвичай покриває найвищі вершини пасма протягом зими. Сьєрра-де-Педро-Мартир є південною межею ареалу пальми Вашингтонія нитконосна.
У Сьєрра-де-Сан-Педро-Мартир інтродуковано розведених у неволі і зниклих у дикій природі від 1937 року каліфорнійських кондорів.

## Пам'ятки

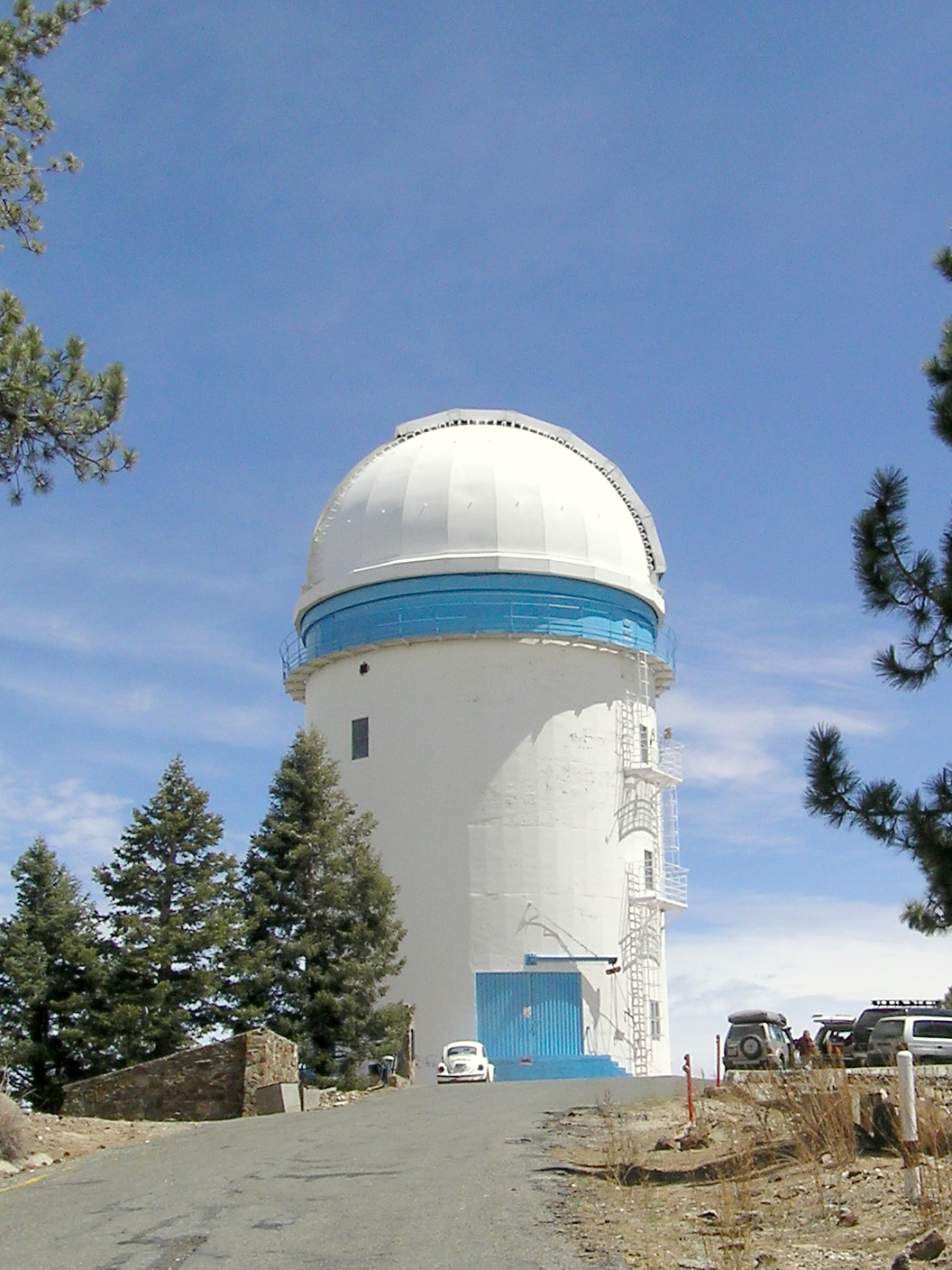
Мексиканська національна астрономічна обсерваторія. 2,10-метровий телескоп.

- 1974 року створено Національний парк Сьєрра-де-Сан-Педро-Мартир площею 650 км2. Це був один із двох мексиканських національних парків, створених на півострові Каліфорнія. Від 1857 року північніше в Сьєрра-де-Хуарес існує Національний парк Констітусьон.
- Мексиканська національна астрономічна обсерваторія розташована в Сьєрра-де-Сан-Педро-Мартир на висоті 2830 м над рівнем моря. Побудована 1975 року, вона має декілька великих телескопів, діаметр найбільшого з яких становить 2,10 м. Перевагами обсерваторії є велика висота розташування, як правило, чисте небо, низька відносна вологість, низьке забруднення повітря, обмежені світлові перешкоди і низький рівень радіоперешкод.